# كيولة (بوئين)
کیولة (بالفارسية: کیوله) هي قرية تقع في إيران في قسم بوئین الريفي. يقدر عدد سكانها بـ 151 نسمة بحسب إحصاء 2016.